# Gulknölsnicka
Gulknölsnicka (Pohlia lutescens) är en bladmossart som beskrevs av H. Lindberg 1899. Gulknölsnicka ingår i släktet nickmossor, och familjen Bryaceae. Arten är reproducerande i Sverige. Inga underarter finns listade i Catalogue of Life.